# Villers-l'Évêque
Pour les articles homonymes, voir Villers et L'Évêque.
Villers-l'Évêque (en wallon Viyé-l'-Eveke, en néerlandais Biscopweiler) est une section de la commune belge d'Awans, située en Wallonie dans la province de Liège. C'était une commune à part entière avant la fusion des communes de 1977.

## Démographie
- Sources:INS, Rem:1831 jusqu'en 1970=recensements, 1976= nombre d'habitants au 31 décembre

## Galerie

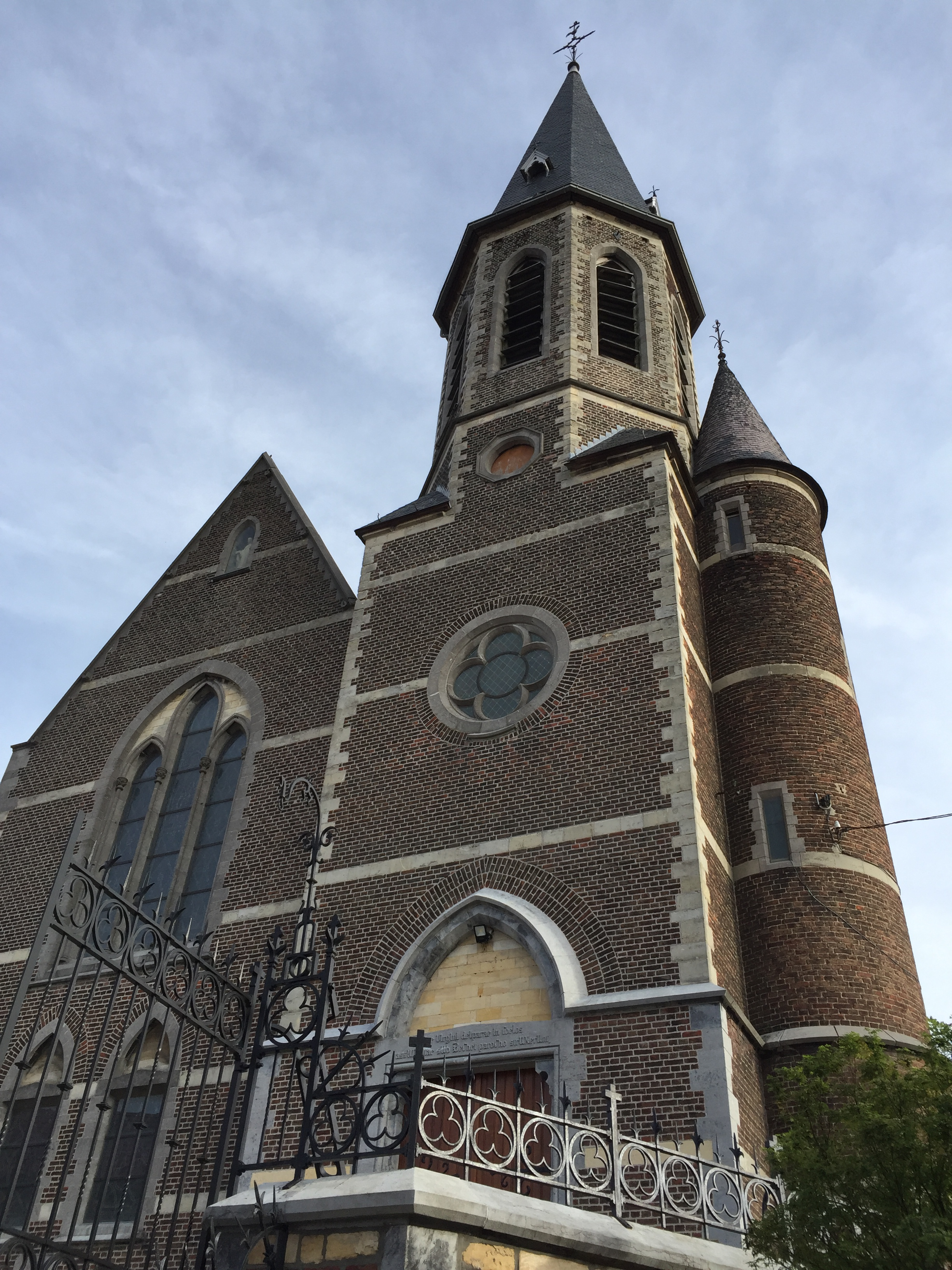
L’entrée de l'église Notre-Dame de Villers-l'Évêque.
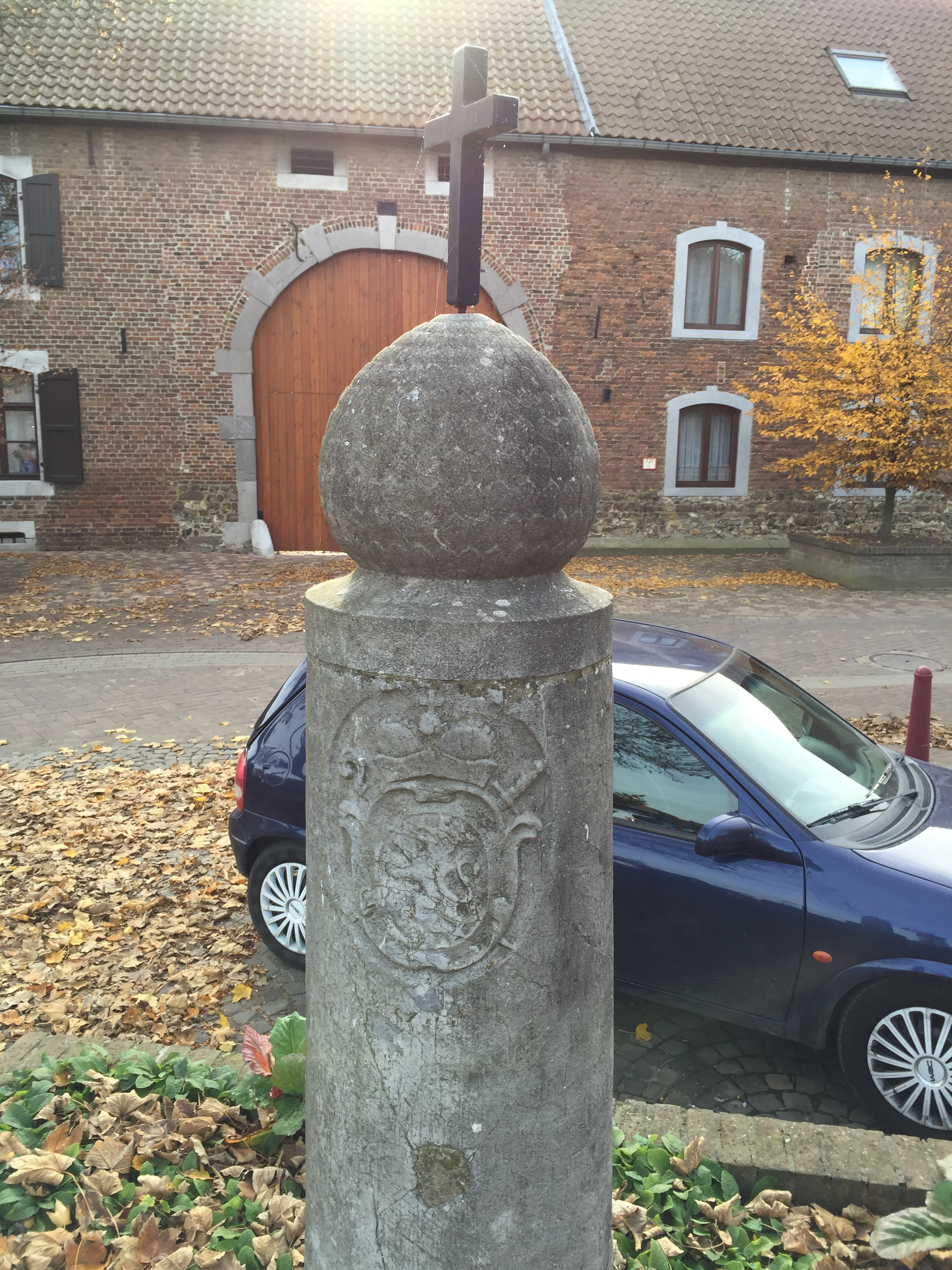
Perron de Villers-l'Évêque.
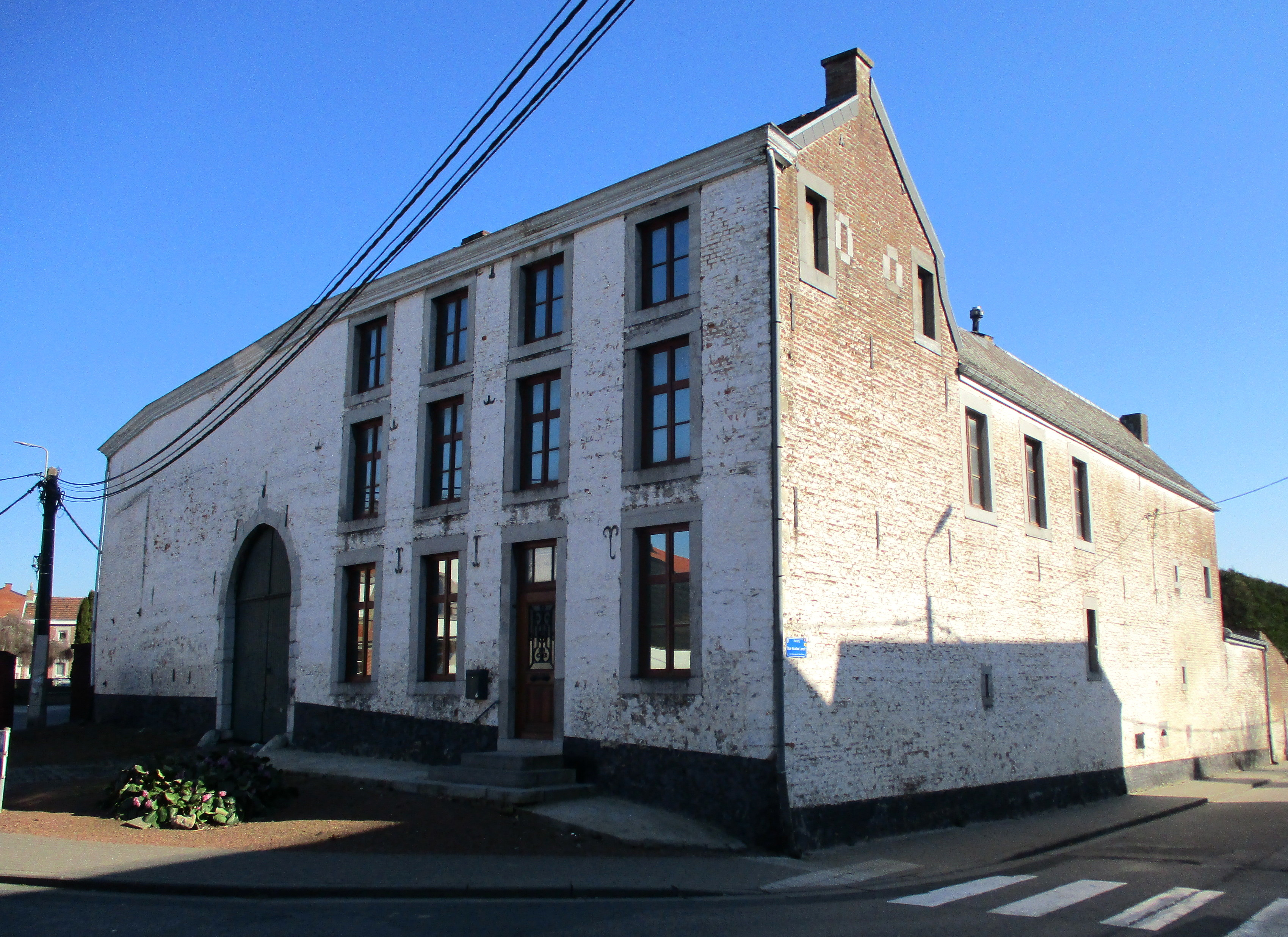
Ferme château Bata (XVIIe siècle).
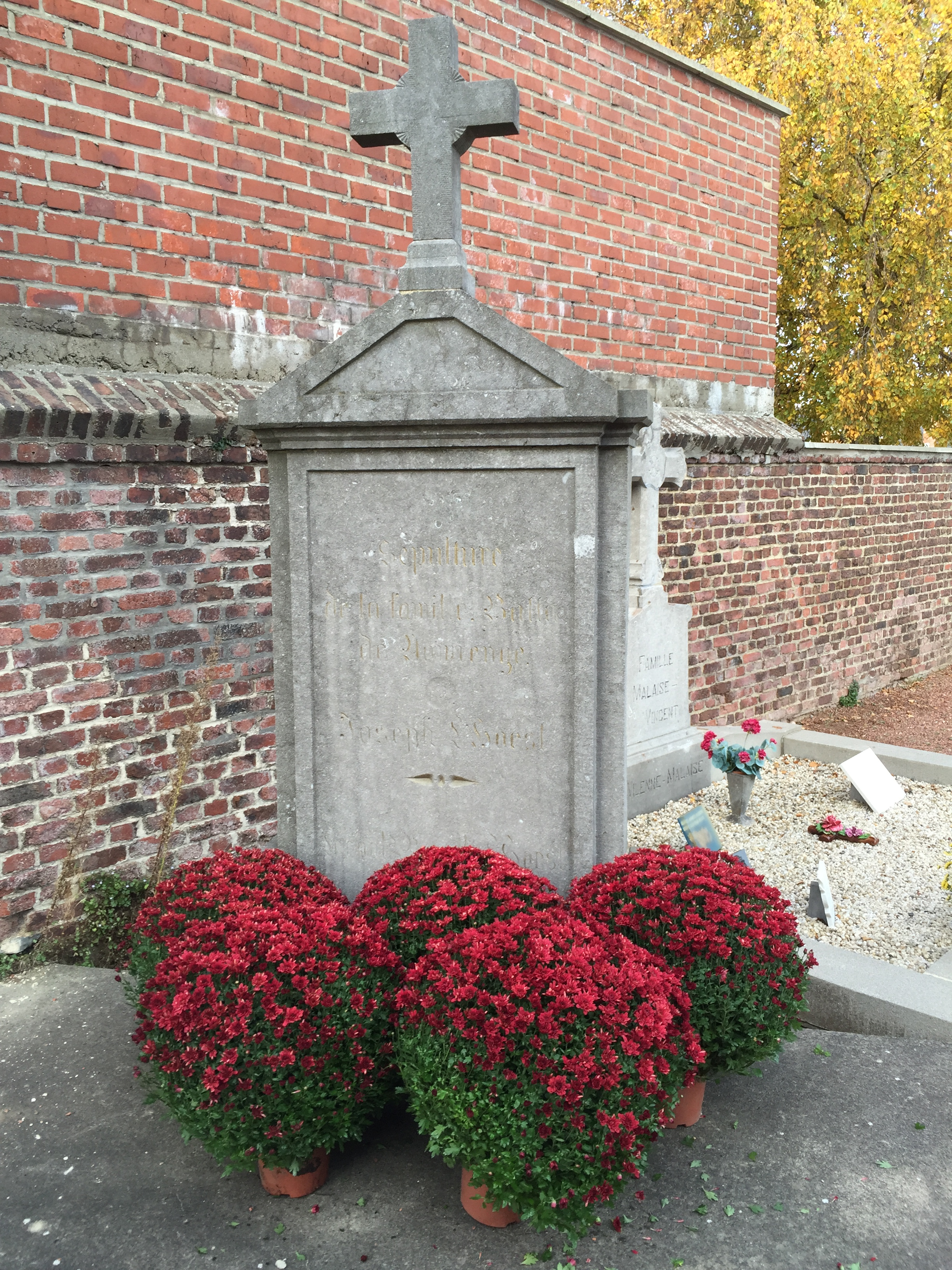
Caveau des familles Batta de Nomerenge et Coart[1] (qui y possédaient terres et fermages).

## Personnalités liées à Villers-l'Évêque

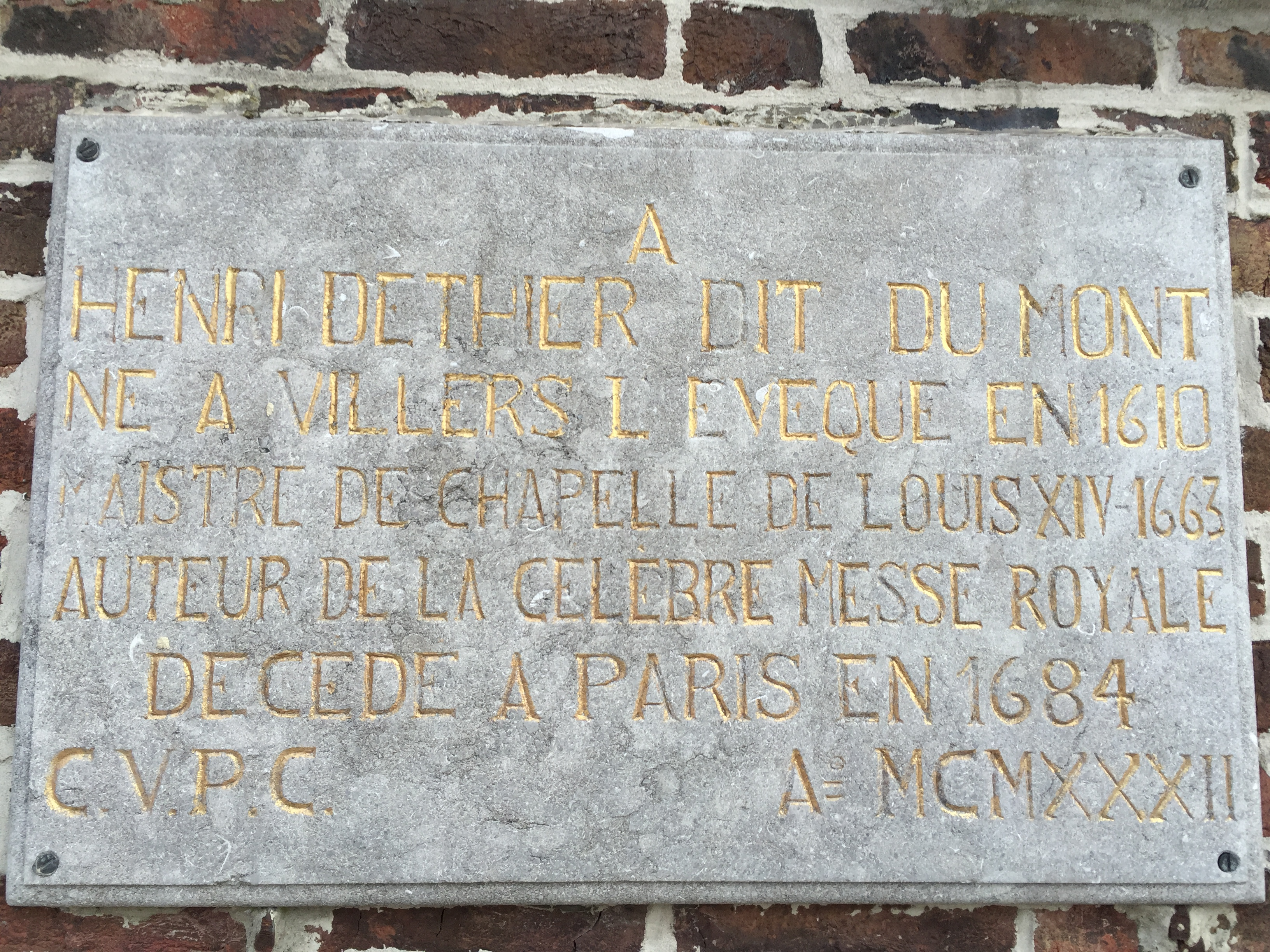
Plaque commémorative posée en 1932 à l'entrée de l’église Notre-Dame de Villers-l'Évêque en Belgique : À Henri de Thier dit Du Mont né à Villers-l'Évêque en 1610, Maistre de chapelle de Louis XIV-1663 auteur de la célèbre Messe Royale, décédé à Paris en 1684 C.V.P.C.

- Robert Halleux, né en 1946 à Villers, historien des sciences et des techniques.
- Henri de Thier dit Du Mont un compositeur de musique baroque, Maistre de chapelle de Louis XIV-1663 auteur de la célèbre Messe Royale. Né à Villers-l'Évêque en 1610 selon une plaque de 1932 de 1932 à l'église de Villers-l'Évêque, décédé à Paris en 1684. Son père était Henry De Thier de Villiers-l'Évêque qui s'intallait à Looz avec sa femme et en 1613 à Maastricht[2].